# Riberalta
 (juillet 2018).
Si vous disposez d'ouvrages ou d'articles de référence ou si vous connaissez des sites web de qualité traitant du thème abordé ici, merci de compléter l'article en donnant les références utiles à sa vérifiabilité et en les liant à la section « Notes et références ».
Riberalta est une ville du département du Beni, en Bolivie, et le chef-lieu de la province de Vaca Diéz. Elle est située sur la rive du río Beni, dans le bassin de l'Amazone, à 445 kilomètres au nord de Trinidad, la capitale du département. Sa population s'élevait à 99 070 habitants en 2018. De par sa proximité avec la forêt amazonienne, Riberalta est aussi appelée la capitale bolivienne de l'Amazonie.

## Histoire
La ville est fondée le 3 février 1894 par Manuel Vicente Ballivián, avec une population d'environ 2 500 habitants. Elle connaît tout au long de son existence différents noms : Barranca Colorada, La Cruz, Ribera-Alta et enfin Riberalta. Depuis le milieu du XIXe siècle, de nombreux explorateurs et navigateurs solitaires s'y sont aventurés à la recherche d'aventures et de ressources naturelles. À cette époque, la ville n'était constituée que d'un baraquement élevé au confluent des deux rivières colossales : le río Beni et le río Madre de Dios. Ce baraquement s'est transformé au fur et à mesure en ville par l'installation de nombreux hommes d'affaires nationaux et internationaux et des aventuriers attirés par le potentiel économique des arbres à caoutchouc abondants dans la région.

## Population
En raison de l'emplacement si spécifique de la ville et de l'expansion du marché du caoutchouc, Riberalta est devenue un centre d'activités international dans le domaine. Plusieurs entreprises européennes ont ouvert des bureaux, et l'argent provenant des exportations du caoutchouc a provoqué le boom du caoutchouc, qui a attiré des gens de toute la Bolivie. À titre d'exemple, l'entreprise Casa Suárez, fondée par Nicolás Suárez Callaú, a contribué grandement au développement économique de la région, notamment par la création d'emplois. 
Outre les entrepreneurs européens, Riberalta a aussi accueilli des immigrants japonais. L'arrivée de divers immigrants a cédé la place à un mélange cosmopolite de cultures et à l'acquisition de nouvelles techniques dans l'agriculture et la menuiserie, par exemple. L'engouement pour le caoutchouc s'est toutefois rapidement amenuisé avec le début de la Première Guerre mondiale. L'exode des populations (notamment des étrangers) a eu un grand effet sur la ville et son économie. Grâce à de nombreux projets, liés principalement à l'éducation, la ville redevient plus active économiquement à partir des années 1940. Ensuite, dans les années 1960, l'extraction des noix du brésil permet d'envisager une nouvelle alternative économique.
Le tableau suivant présente l'évolution démographique de Riberalta :
| 1902   | 1906   | 1911   | 1915   | 1928   | 1969  |
| ------ | ------ | ------ | ------ | ------ | ----- |
| 400    | 1 700  | 4 020  | 2 900  | 4 500  | 6 500 |
| 1976   | 1992   | 2001   | 2012   | 2018   |       |
| 18 032 | 43 454 | 64 511 | 89 003 | 99 070 |       |

## Économie

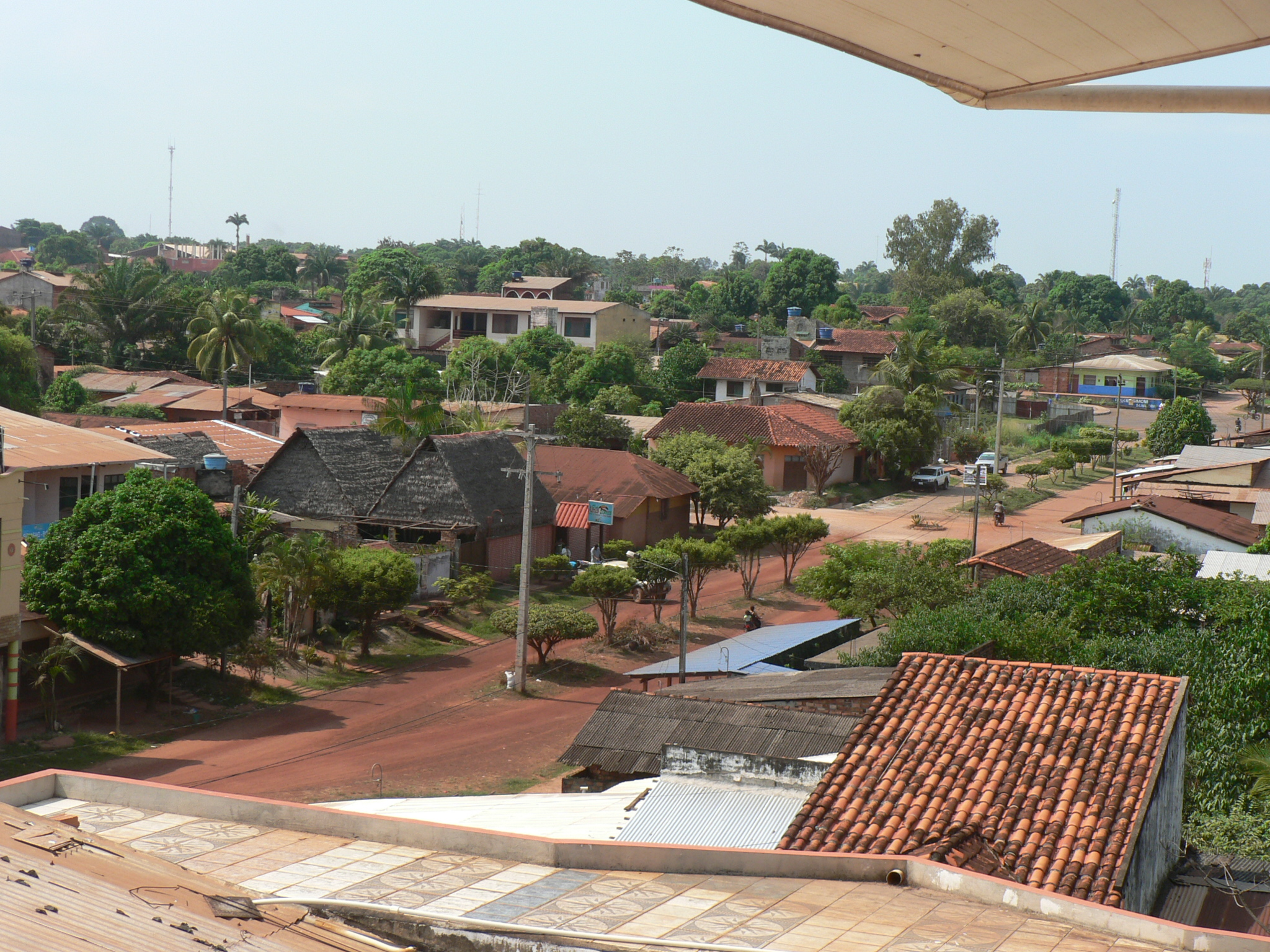
Panorama de la ville.

L'économie actuelle de la ville est toujours maintenue grâce à l'activité de la noix brésilienne. Le nord de la Bolivie est maintenant le principal producteur de cette délicieuse noix connue partout dans le monde. Et heureusement pour les habitants de Riberalta, les conditions de travail se sont améliorées avec l'installation de machines, mais cela a également conduit à une augmentation du taux de chômage dans la ville. La région produit également des bois tropicaux, de l'or alluvionnaire, du caoutchouc, des fruits exotiques d'Amazonie (cupuaçu, majo, motacú (es)).

## Transports

### Déplacements régionaux

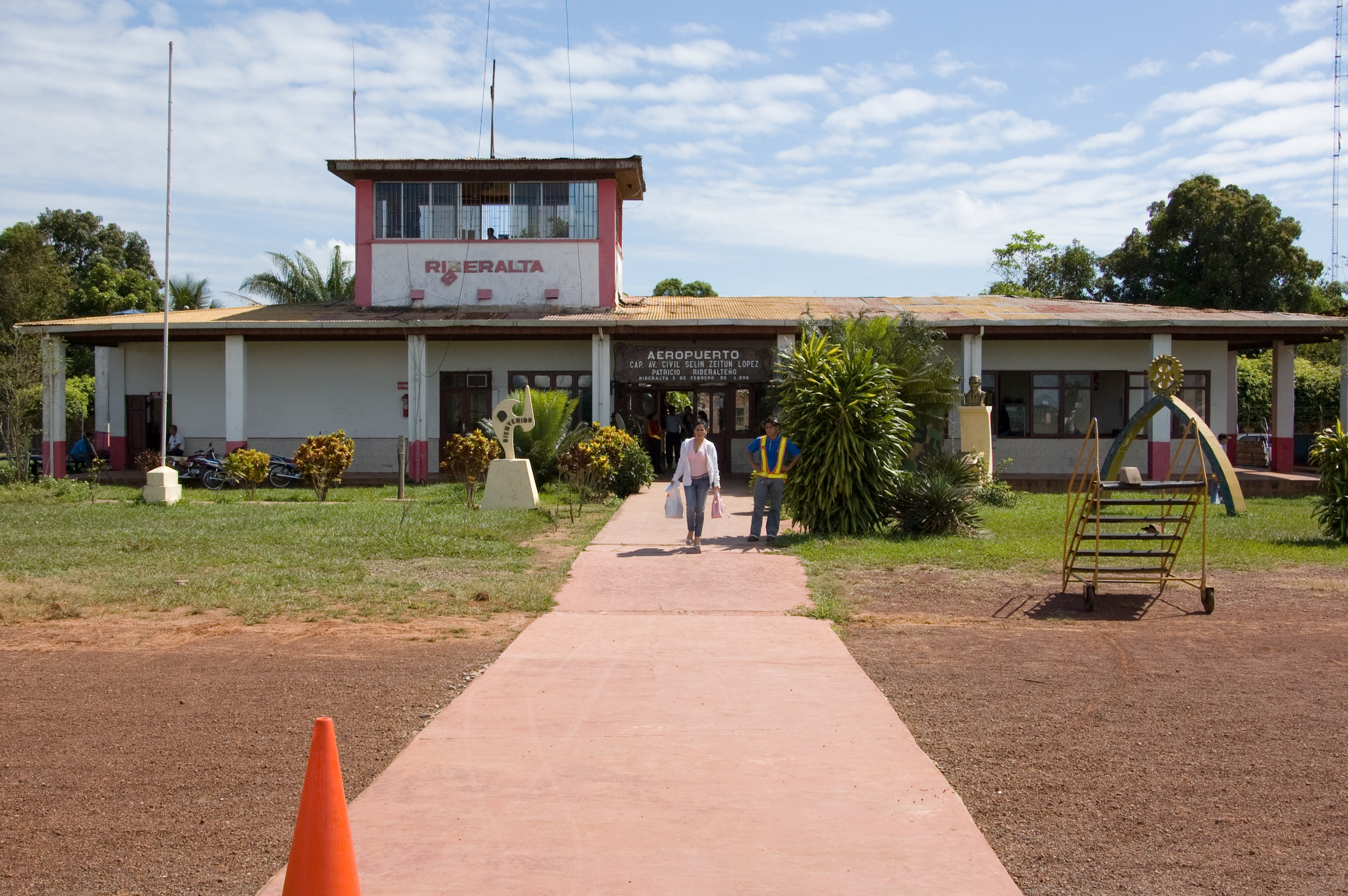
L'aéroport de Riberalta.

L'accès à Riberalta se fait principalement par voie terrestre ou par avion. Bien que des routes permettent d'accéder à plusieurs grandes villes de Bolivie, telles que La Paz, Trinidad, Cobija et Santa Cruz de la Sierra, l'état parfois piètre des routes augmente souvent le temps de transport. À titre indicatif, un trajet en autobus depuis La Paz peut prendre environ 24 heures en saison sèche (mars à novembre).
L'aéroport de Riberalta dessert aussi la ville et ses environs, il permet des liaisons nationales vers et depuis la plupart des grandes villes boliviennes, fréquemment avec une escale à Trinidad. Des liaisons avec les villes brésiliennes, comme Porto Velho sont également possibles à partir de la ville de Guajará-Mirim, située à 90 kilomètres, à la frontière Bolivie-Brésil du côté de ce dernier.

### Déplacements locaux

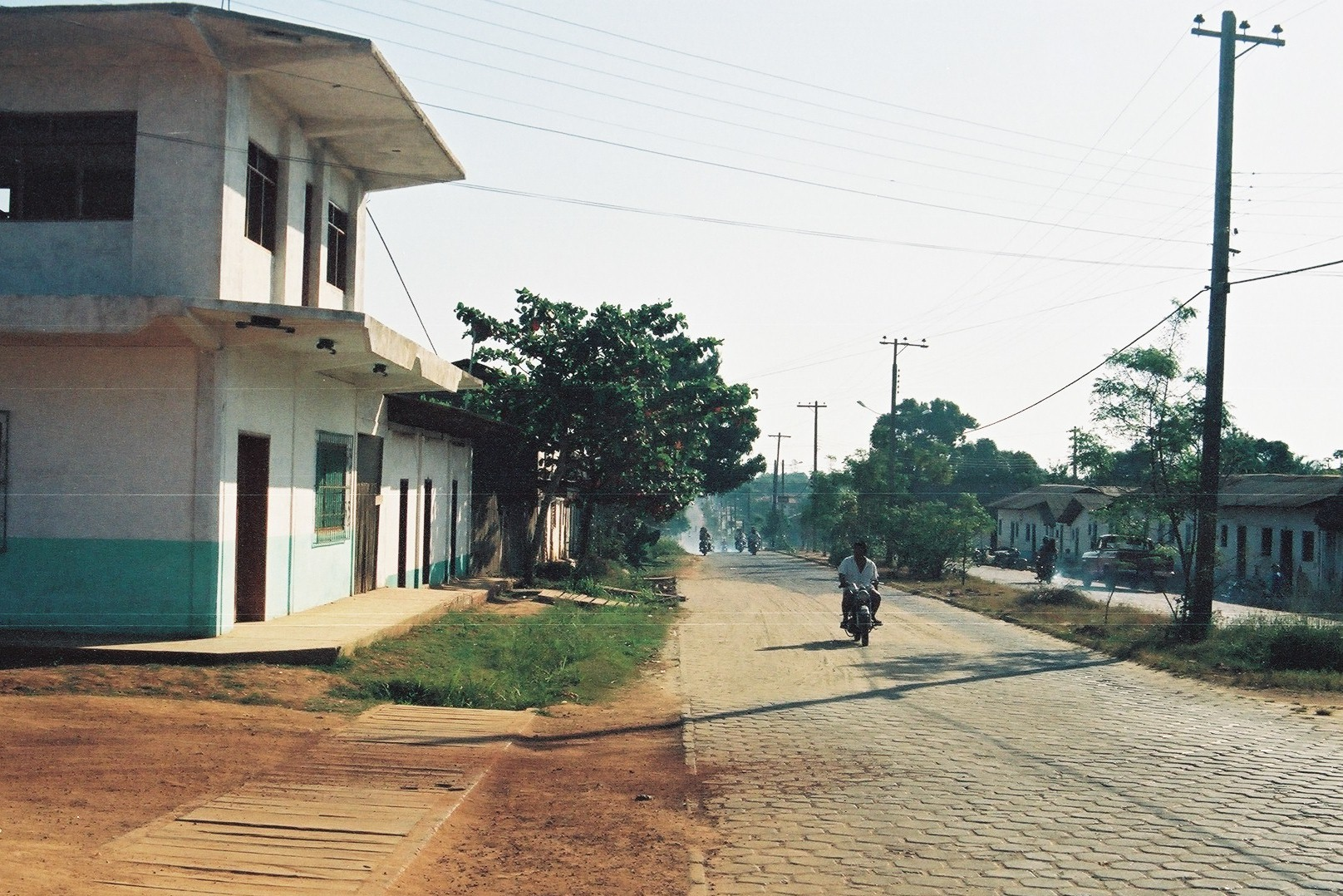
Une rue de Riberalta.

Il est possible de se déplacer à pied dans la ville, mais la moto demeure un mode de transport particulièrement prisé par les habitants, la quantité de ces véhicules est d'ailleurs substantielle. La plupart des services de taxi sont en fait des motos-taxis qui s'arrêtent pour prendre des clients avec un simple geste de la main.
L'organisation des taxis s'articule autour des différents syndicats de chauffeurs de la ville. Ceux-ci sont d'ailleurs reconnaissables par des dossards de couleur distincts. Des services d'autobus interurbains existent également et offrent des liaisons vers d'autres villes des environs comme Guayaramerin ou des lieux touristiques comme le lac Tumichucua. Des départs permettent aussi d'effectuer de plus grandes distances et de se diriger dans de plus grandes villes, comme La Paz. Les différents trajets et tarifs sont accessibles au terminus d'autobus de la ville.

## Tourisme

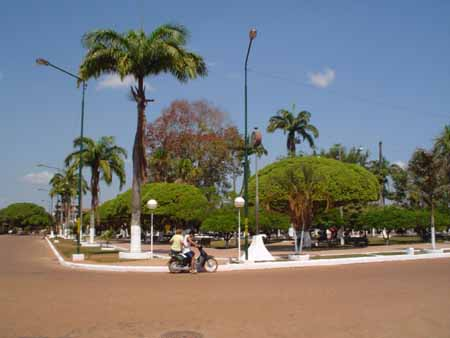
Place centrale de Riberalta.

Plusieurs lieux touristiques sont situés à Riberalta ou dans ses environs et permettent la découverte de la vie amazonienne, il s'y trouve des lieux d'observation de la nature mais aussi de la vie des communautés.
À Riberalta, la majorité des attraits touristiques sont situés le long des rives du río Beni. Une promenade touristique en bordure de rivière offre de nombreux points de vue sur celle-ci, sur la jonction entre le Beni et le río Madre de Dios et sur la forêt amazonienne sur l'autre rive. Un phare est même accessible pour admirer la vue depuis son sommet. Durant la saison sèche, il est même possible de s'installer sur les plages de sable fin aux abords de la rivière, afin de s'y baigner. 
D'autres lieux existent aussi dans les secteurs environnants de Riberalta, tels que :

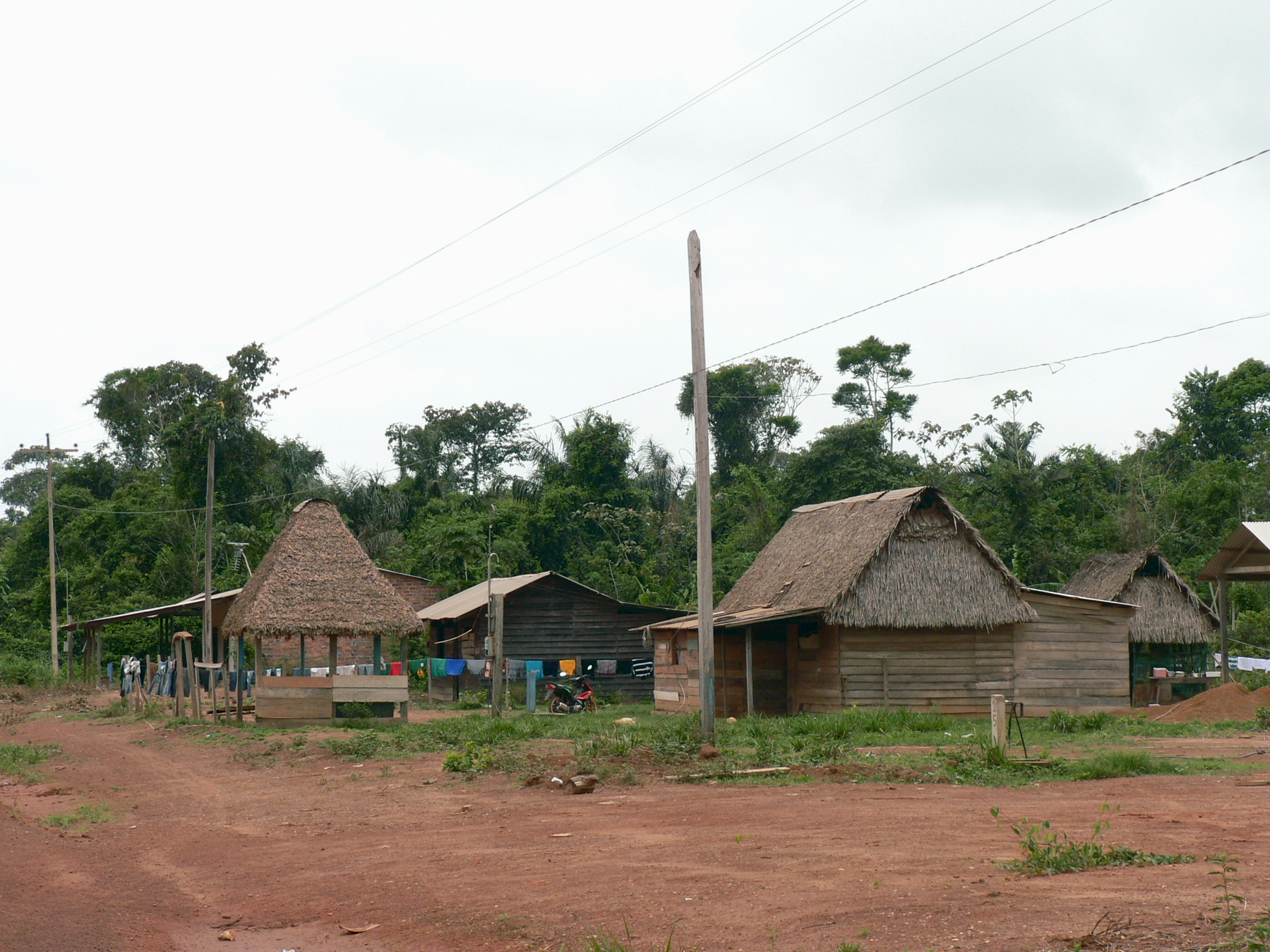
Le village de Las Piedras au Pando.

- Le village de Las Piedras au Pando.le village de Las Piedras : situé à environ 5 km de Riberalta, de l'autre côté de río Beni dans le département de Pando, cette petite ville se caractérise par la présence de ruines à proximité : un fort s'y trouvait et était jadis adjacent à un cours d'eau, vu le fait que les rivières se déplacent en Amazonie ; il s'agissait probablement d'un point stratégique à des fins commerciales ou militaires ;

- le lac Victoria : situé à environ 9 km de Las Piedras, il s'agit d'un endroit prisé pour l'observation de la flore et de la faune amazoniennes ;
- le lac Tumichuqua : situé à 25 km au sud-ouest de Riberalta via la route 8, il est adjacent au village de Tumichucua, qui signifie l'Île des motacú (es) (arbres spécifiques de la région) dans la langue de l'endroit ; le lac de couleur émeraude entoure une île où il est possible d'observer une faune dense, sauvage et diversifiée, en outre, les sports et loisirs aquatiques y sont notamment pratiqués ;

- la réserve Aquicuana : située à seulement une demi-heure de Riberalta, il s'agit d'une réserve naturelle protégée où vivent  deux communautés locales (San José et Warnes) ;

- le parc Esmeralda : situé à environ trente minutes de Riberalta, il est notamment possible de s'y baigner ;
- El Prado : situé à quelques kilomètres de Riberalta, sur la route de Guayaramerín, ce lieu peut être très fréquenté par les habitants du secteur qui cherchent un endroit où se baigner.